# Laboratorium voor Tuinbouwplantenteelt

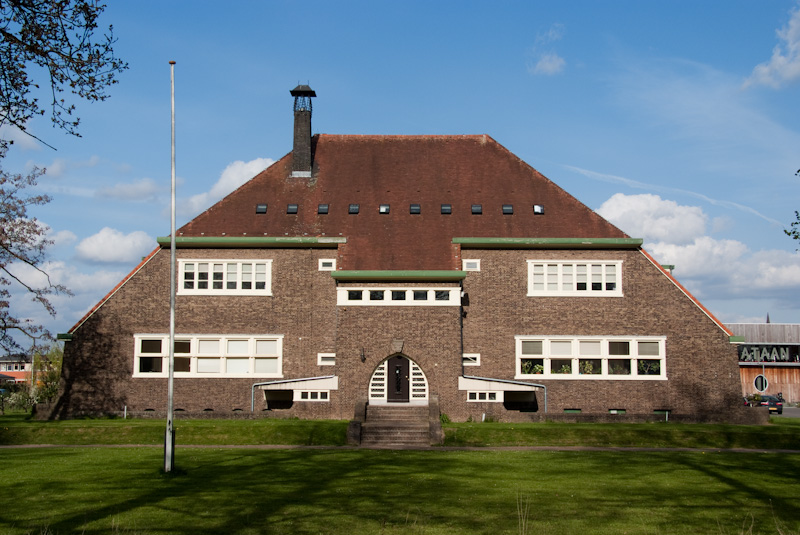
Vooraanzicht van het laboratorium

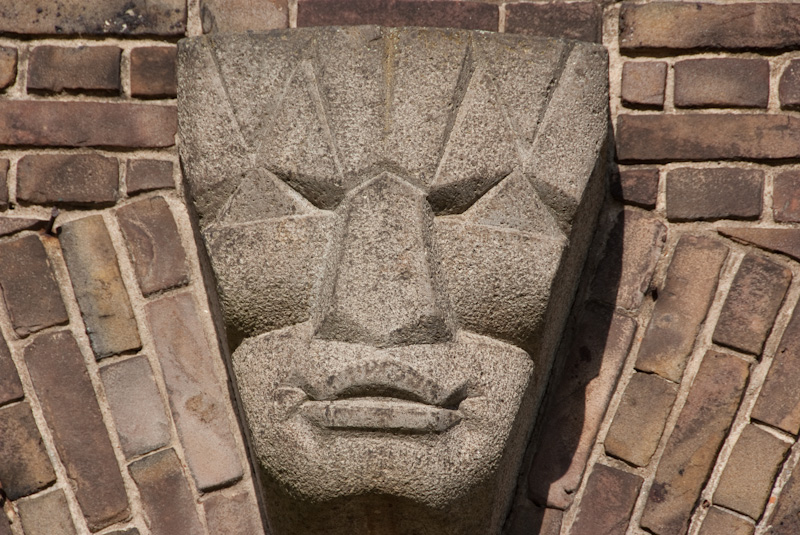
Detail boven de ingang.

Het Laboratorium voor Tuinbouwplantenteelt is een rijksmonument in de Nederlandse stad Wageningen. Het voormalige laboratorium van de Landbouwhogeschool Wageningen aan de Haagsteeg 4 werd in 1921-1923 geplaatst naar ontwerp van Cornelis Blaauw.

## Bouw
Het laboratorium is in Amsterdamse Stijl gebouwd. In diezelfde periode ontwierp Blaauw ook het Schip van Blaauw (Laboratorium voor Plantenfysiologie) met tuinmanswoning en het Laboratorium voor Microbiologie. Doordat de bouwkosten van deze twee laboratoria hoger uitvielen werd Tuinbouwplantenteelt versoberd gebouwd. Een eerder ontwerp uit 1920 werd niet gerealiseerd; in plaats daarvan werd een zakelijker ontwerp gebouwd. Bij het laboratorium werd een tuin door Leonard Springer ontworpen.

## Gebruik
In 2012 wordt het pand door meerdere kleine bedrijven gebruikt.